# Ernesto Rojas Zavala
Ernesto Rojas Zavala (19 de juliol de 1904-14 de juny de 1992) va ser un polític peruà.

## Biografia
Va néixer a la localitat de Tarma, en la serra peruana, en el si d'una família d'artesans. Rojas va començar els seus estudis en la Universitat de San Marcos de Lima, si bé en 1927 es va traslladar a Espanya per a fer estudis de medicina. Allí va contreure matrimoni amb una madrilenya, amb la qual va tenir fills.
En aquests anys va arribar a afiliar-se al Partit Comunista d'Espanya (PCE), per influència de dos coneguts seus peruans. Després de l'esclat de la Guerra civil es va unir a les forces republicanes; posteriorment passaria a formar part del comissariat polític de l'Exèrcit Popular de la República. Va arribar a exercir com a comissari del tercer batalló de la 50a Brigada Mixta, prenent part en la batalla de Guadalajara. Posteriorment ho seria de la 96a Brigada Mixta, amb la qual va operar al front de Terol. Durant la contesa, al costat del cubà Pablo de la Torriente, també va realitzar labors propagandístiques de cara a l'exterior a favor de la República Espanyola.
Amb posterioritat va tornar al Perú, on va desenvolupar una certa activitat en el si del Partit Comunista Peruà (PCP).